# لیندون ویکتور
لیندون ویکتور (انگلیسی: Lindon Victor؛ زادهٔ ۲۸ فوریهٔ ۱۹۹۳) ورزشکار دهگانه اهل گرنادا است.